# Miniopterus srinii
Miniopterus srinii és una espècie de ratpenat de la família dels minioptèrids. És endèmic dels Ghats Occidentals, al sud de Karnataka (Índia). Presenta una certa similitud amb les poblacions de ratpenat de dits llargs melanesi (M. pusillus) de les illes Nicobar, de les quals es diferencia per la seva major mida i els sons d'ecolocalització que emet. Com que fou descoberta fa poc, l'estat de conservació d'aquesta espècie encara no ha estat avaluat formalment.